# Репер (геодезія)

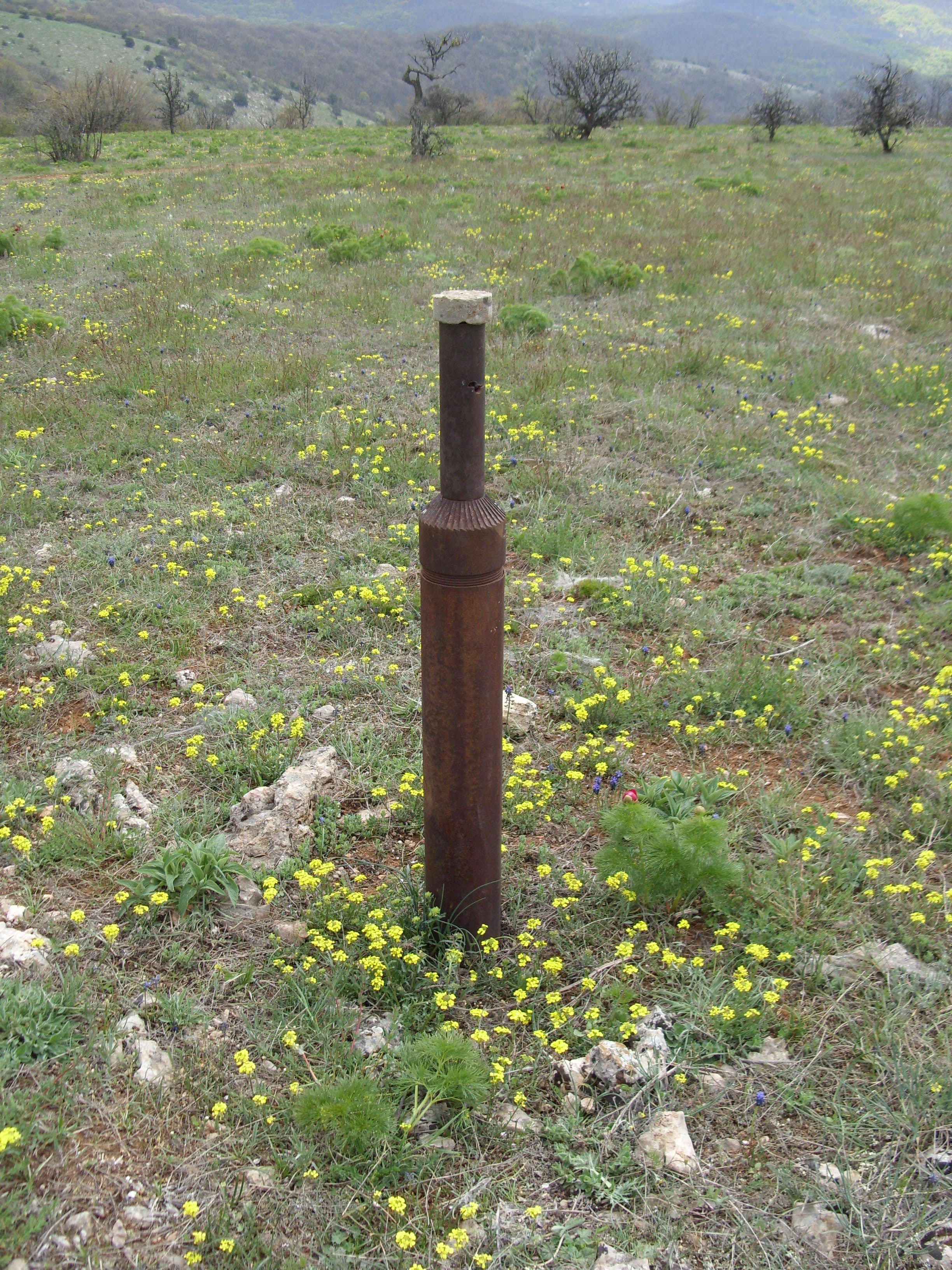
Репер на горі Ірита-Кая. Крим.

Репер у печері Суук-Коба. Крим

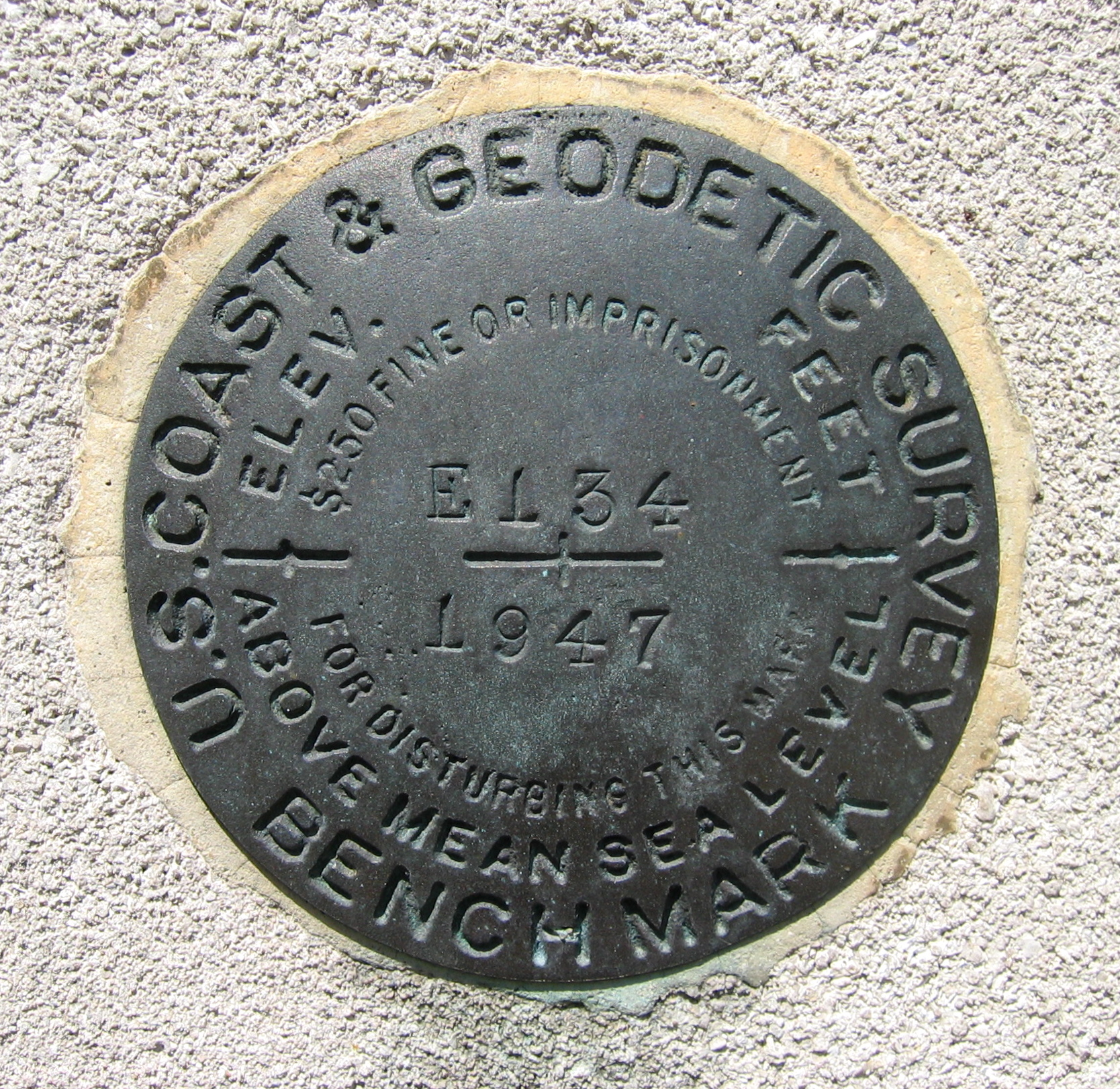
Репер Національної геодезичної служби США.

Репе́р (від фр. repère — «знак», «початкова точка»), реперна точка — в геодезії та маркшейдерії — закріплений на місцевості або в гірничій виробці геодезичний знак, пункт, що вказує висоту над рівнем моря даної точки земної поверхні чи шахти. 

## Загальний опис
Як правило, закладається в ґрунт (репер ґрунтовий), в стінку кам'яної споруди (репер стінний або нівелірна марка), в підошву, стінку або покрівлю підготовчої гірничої виробки (репер у гірничій виробці). Репер визначають нівелюванням.
На реперах закріпляють металевий диск діаметром 5 сантиметрів (марку) з номером і вказанням відомства. В Україні висоти реперів відраховують за Балтійською системою висот від Кронштадтського футштока. Слід мати на увазі, що положення рівня води в різних океанах і морях різне, тому існують різні системи відліку (в Європі від рівня Середземного моря, у Східній Азії від рівня Тихого океану). У Канаді, наприклад, висоти відраховують від середнього рівня припливу у п'яти локаціях: дві на атлантичному узбережжі, дві — на тихоокеанському і одна — y гирлі річки Святого Лаврентія.

## У геології
У геології — характерний пласт гірських порід на певній глибині у свердловині, за яким проводиться прив'язування глибини залягання інших пластів чи інтервалів (наприклад, перфорації) у свердловині. Репером також називають потовщену трубу (патрубок, муфту) в колоні насосно-компресорних труб, що знаходиться у свердловині на заданій глибині.